# Maxence Idesheim
Maxence Idesheim, né le 8 juillet 1974 à Quimper, est un snowboardeur français.

## Résultats

### Jeux olympiques
- Jeux olympiques de 1998
  - 8e en slalom géant[1]

### Championnats du monde
- Championnats du monde 1996
  - 10e en slalom géant
  - 10e en slalom parallèle
- Championnats du monde 1997
  - 15e en slalom
  - 20e en slalom parallèle
- Championnats du monde 1999
  -  Médaille d'argent en slalom géant
  - 8e en slalom parallèle
  - 10e en slalom géant parallèle
- Championnats du monde 2001
  - 87e en slalom géant
  - 36e en slalom parallèle

### Coupe du monde
- Meilleur résultat au classement général : 4e en 1998
- Meilleur résultat au classement du slalom : 3e en 1996
- 13 podiums dont 3 victoires